# Luis Cáncer
Luis de Cáncer (de Barbastro), né à Barbastro en Aragón en Espagne en 1500 - mort assassiné dans la baie de Tampa, actuelle Floride le 26 juin 1549, est un missionnaire dominicain du XVIe siècle qui participa à la colonisation espagnole de l'Amérique. Martyr, il est depuis 2015 considéré par l'Église catholique comme serviteur de Dieu.

## Biographie
Entré chez les Dominicains en Espagne, Luis de Cáncer est envoyé en Nouvelle-Espagne pour y aider à la mission. Il débarque en 1518 sur l'île d'Hispaniola et, après sa formation de base, commence sa mission d'évangélisateur auprès des indigènes. Par la suite il continue cette même mission sur l'île de Porto Rico avant d'être envoyé sur le continent au Guatemala. Luis de Cáncer s'illustre par une évangélisation respectueuse et non-violente des Amérindiens.
En 1547, il se porte volontaire pour la difficile mission de Floride. La péninsule était connue comme hostile et dangereuse pour les missionnaires. En 1547, le roi Charles Quint approuve néanmoins la mission dans la mesure où les missionnaires se limitent à la côté Est de la Floride. Pour cette mission il sera accompagné de Gregorio de Beteta, Diego de Tolosa, Juan García. Ils partent de Veracruz et atteignent La Havane en 1549. De là ils embarquent pour la baie de Tampa. Ils entrent en contact avec les Tocobaga, indiens vivant autour de la baie. Trompés par l'apparente bienveillance des indiens, une partie de l'expédition se laisse convaincre de rejoindre l'intérieur des terres où vivent un plus grand nombre d'indigènes espérant davantage de conversions. Ils y seront massacrés. Luis de Cáncer, qui ne fait pas partie de l'expédition, a le choix de partir avec les survivants. Il choisit de rester. Il est finalement lui aussi tué.

## Vénération
En 2015, la Dicastère pour les causes des Saints a accordé le titre de serviteur de Dieu à Luis Cáncer et à 85 autres martyrs amérindiens et espagnols de Floride ; la conférence des évêques catholiques des États-Unis a soutenu la cause.
Un sanctuaire pour les martyrs de Floride est installé sur une parcelle de terrain à Tallahassee, en Floride.

### Articles liés
- Ordre des Prêcheurs
- Colonisation espagnole de l'Amérique
- De Soto National Memorial
- Martyrs de Floride (en)